# Eä
Ëa este tărâmul din lumea ficțională a creației scriitorului englez J.R.R. Tolkien. Ëa mai este numită și Arda și cuprinde tărâmul valarilor (zeilor) și Pământul de Mijloc.